# Serjania californica
Serjania californica är en kinesträdsväxtart som beskrevs av Ludwig Radlkofer. Serjania californica ingår i släktet Serjania och familjen kinesträdsväxter. Inga underarter finns listade i Catalogue of Life.